# Međunarodni savez za sjećanje na holokaust
Međunarodni savez za sjećanje na holokaust (engl. International Holocaust Remembrance Alliance, skraćeno IHRA) – do siječnja 2013. poznat i kao Radna skupina za međunarodnu suradnju na području obrazovanja, sjećanja i istraživanja o holokaustu (engl. Task Force for International Cooperation on Holocaust Education, Remembrance and Research) – međunarodna je organizacija osnovana 1998. koja ujedinjuje predstavnike vlada država članica i ugledne stručnjake iz raznih nevladinih udruga s ciljem stalnog jačanja aktivnosti u unaprjeđenju i promicanju obrazovanja o holokaustu, istraživanja i čuvanja sjećanja u cijelom svijetu u skladu s obvezama iz Deklaracije Stockholmskog međunarodnog foruma o holokaustu. Savez okuplja 35 država članica i 10 država promatrača. Republika Hrvatska postala je stalnom članicom na zasjedanju Saveza u studenome 2005. u Krakovu.

## Povijest

### Stockholmski međunarodni forum o holokaustu
Međunarodni savez za sjećanje na holokaust utemeljen je 1998. na inicijativu tadašnjega švedskoga premijera Görana Perssona. Nakon istraživanja iz 1997., koje je pokazalo da mnogi učenici u Švedskoj ne znaju dovoljno o holokaustu, Persson je odlučio o tome pokrenuti raspravu u parlamentu. Uvidjevši da „borba protiv neznanja o holokaustu zahtijeva međunarodno partnerstvo“, za potporu u osnivanju međunarodne organizacije za promicanje obrazovanja o holokaustu, sjećanja i istraživanja obratio se, među ostalima, tadašnjem američkom predsjedniku Billu Clintonu i britanskom premijeru Tonyju Blairu.
U povodu obilježavanja 55. godišnjice oslobođenja Auschwitza 27. siječnja 1945., od 26. do 28. siječnja 2000. održan je Stockholmski međunarodni forum o holokaustu, koji je okupio visoke političke čelnike i dužnosnike iz više od četrdeset država kako bi se građanski i vjerski vođe sastali s preživjelima, profesorima i povjesničarima. Elie Wiesel, židovski književnik, politički aktivist i dobitnik Nobelove nagrade, bio je počasni predsjedavajući, a profesor Yehuda Bauer viši akademski savjetnik tog Foruma. Njemački sociolog Helmut Dubiel primijetio je da je Stockholmski međunarodni forum o holokaustu „održan u atmosferi koju je pratilo desničarsko nasilje i spektakularan uspjeh desničarskih stranaka na izborima. Ipak, kraj tisućljeća i obljetnica Auschwitza predstavljali su referentnu točku za osnivanje transnacionalne unije za borbu protiv genocida“.
Nakon prvog Foruma, Stockholmski međunarodni forum o holokaustu sazvan je još tri puta: 2001. na temu „Borba protiv netolerancije“, 2002. na temu „Istina Pravda i pomirenje“ i 2004. na temu „Sprječavanje genocida“.

### Deklaracija Stockholmskog međunarodnog foruma o holokaustu
Deklaracija Stockholmskog međunarodnog foruma o holokaustu – koju ne treba brkati sa Stockholmskom deklaracijom UN-a iz 1972. – temeljni je dokument Međunarodnoga saveza za sjećanje na holokaust. Sastoji se od osam paragrafa koji naglašavaju važnost obrazovanja, sjećanja i istraživanja holokausta.
 »Dok je čovječanstvo još uvijek izranjavano genocidom, etničkim čišćenjem, rasizmom, antisemitizmom i ksenofobijom, međunarodna zajednica dijeli veliku odgovornost u borbi protiv tih zala. Zajedno moramo braniti strašnu istinu o holokaustu zbog onih koji tu istinu poriču. Moramo ojačati moralnu predanost naših naroda i političku predanost naših vlada kako bismo osigurali da budući naraštaji mogu razumjeti uzroke holokausta i razmisliti o njegovim posljedicama.« 
 — Deklaracija Stockholmskog međunarodnog foruma o holokaustu: Paragraf 3.

## Države članice
| - Izrael (1998.) - Njemačka (1998.) - SAD (1998.) - Švedska (1998.) - Ujedinjeno Kraljevstvo (1998.) - Francuska (1999.) - Italija (1999.) - Nizozemska (1999.) - Poljska (1999.) - Austrija (2001.) - Argentina (2002.) - Češka (2002.) | - Litva (2002.) - Mađarska (2002.) - Luksemburg (2003.) - Norveška (2003.) - Danska (2004.) - Latvija (2004.) - Rumunjska (2004.) - Švicarska (2004.) - Belgija (2005.) - Grčka (2005.) - Hrvatska (2005.) - Slovačka (2005.) | - Estonija (2007.) - Španjolska (2008.) - Kanada (2009.) - Finska (2010.) - Irska (2011.) - Slovenija (2011.) - Srbija (2011.), - Bugarska (2018.) - Australija (2019.) - Portugal (2019.) - Sjeverna Makedonija (2021.) |

## Države promatrači
Vlada bilo koje države članice Ujedinjenih naroda može podnijeti zahtjev za članstvo u Međunarodnom savezu za sjećanje na holokaust. Po odobrenju Plenuma IHRA-e, kandidat u početku biva prihvaćen kao država-promatrač te može sudjelovati u radnim skupinama i plenarnim skupštinama IHRA-e. Država-kandidat treba uspostaviti Dan sjećanja na holokaust (27. siječnja ili neki drugi datum po vlastitom izboru), a Vlada te države treba jasno pokazati predanost javne politike obrazovanju o holokaustu i uvjeriti IHRA-u da su državni arhivi, koji se bave razdobljem holokausta (1933. – 1950.), dostupni za akademska, obrazovna i javna istraživanja njene povijesti tijekom razdoblja holokausta.
- Albanija
- Bosna i Hercegovina
- Brazil
- Cipar
- Moldavija
- Monako
- Novi Zeland
- Salvador
- Turska
- Urugvaj

## Vanjske poveznice
- International Holocaust Remembrance Alliance, službene mrežne stranice (engl.)